# 林蝶子
林 蝶子（はやし ちょうこ。 1873年（明治6年）-1945年（昭和20年）11月10日）は、日本の慈善家。大阪外国語学校（大阪外国語大学の前身）設立の基金を寄付した。

## 経歴
大阪市西区本田出身。旧姓寺西テフ。13歳で林家の養女となった。夫である実業家林竹三郎は1888年（明治21年）8月に林家に養子に入ったのち結婚、帆船を用いた回漕業から事業を拡大した。第一次世界大戦時には大阪と欧州との間の輸送を手がけ、1917年（大正6年）には2000万円の利益をあげたと言われる:20。
1918年（大正7年）7月12日に竹三郎が亡くなると、公益事業に寄付すべきとの遺言どおり蝶子は夫の友人であった、ときの文部大臣中橋徳五郎を訪ね、「大阪に国際人を育てる学校を」との理念のもと、1921年（大正10年）に大阪外国語大学の前身にあたる大阪外国語学校の設立のための基金として文部省に100万円を寄付した。1925年（大正14年）、学校は最初の卒業生を出し、卒業生は蝶子に扇子を贈った。以降、蝶子は毎年卒業式に出席し:22、11月11日の開学記念日式典にも1941年（昭和16年）に戦争で式典が中止となるまで毎年出席していた:21。
その他、1918年（大正7年）の米騒動が発生すると、貧民救済のためとして1万円を市に寄付、この資金は簡易食堂の整備に用いられ、1920年（大正9年）に紺綬褒章を受章した。1919年（大正8年）7月には市が産院設立を計画しているところへ建設資金として1万円を寄付した。創設費2万9690円のうち、1万円が蝶子の寄付でまかなわれ、産院は1920年（大正9年）4月1日に本庄産院として開院した、これが日本初の公設産院となった。
さまざまな寄付は総額160万円に及んだ。1924年（大正13年）5月には勲三等瑞宝章を授与され、1929年（昭和4年）の昭和天皇大阪行幸の際にも拝謁した。
大阪外国語大学記念会館2階に林蝶子の顕彰銅板が保存されている。銅板は、昭和20年の大阪大空襲に焼け残り、大学の箕面移転に伴って移された。

## 著作
- 林蝶子「「健康と宗教」そして独立心を！働く為に生れた人間の本分を尽くしたい」『大阪知名婦人の女性訓と孝女をつづる 前科七犯母の懺悔』杉野利磨子 (編著)、大阪婦女新聞社、大阪、1933年、19-25頁。全国書誌番号:44069073。
- 林蝶子「私の心をむち打つ言葉」『婦人倶楽部』第10巻第1号、158-、2020年1月3日閲覧。　特集には安井哲子、林歌子、吉岡彌生、津田梅子、大谷紝子、井上秀子、三谷民子らが寄稿。
- 「婦人記者廃業記」『新聞集成昭和編年史』昭和3年度版 2 (四月～六月)、明治大正昭和新聞研究会、1988年12月、276頁, 295頁頁。全国書誌番号:89014074。2020年1月3日閲覧。
  - 「婦人記者廃業記」(上) 276頁–。
  - 「婦人記者廃業記」(下) 295頁–。
- 「輝く二人の女性・拝謁の光栄に浴して・林蝶子 (談他)」『新聞集成昭和編年史』昭和4年度 2 (四月～六月)、明治大正昭和新聞研究会、1989年8月、647頁。全国書誌番号:89014074。2020年1月3日閲覧。